# Diocesi di Cancún-Chetumal

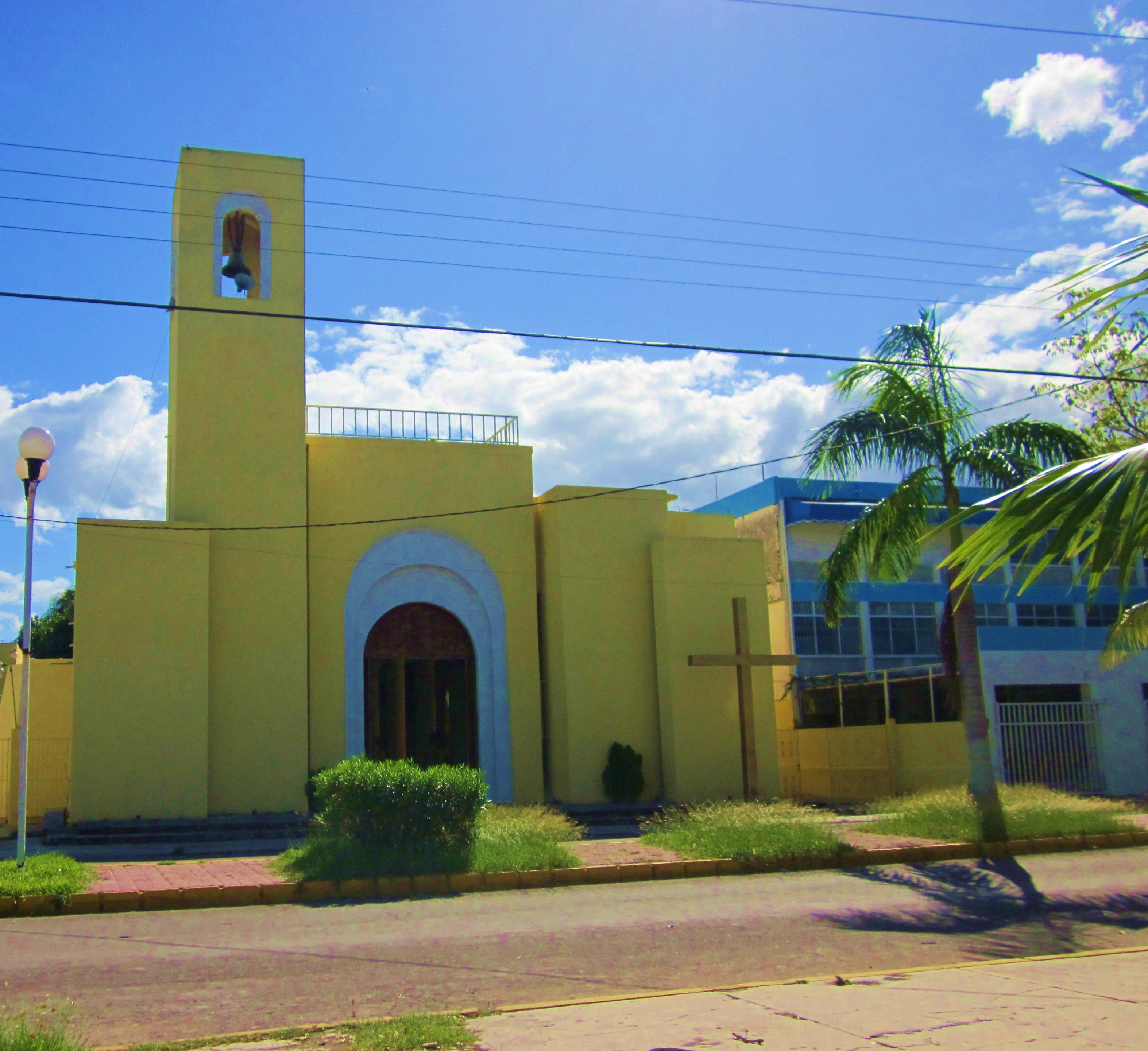
La concattedrale del Sacro Cuore di Gesù di Chetumal.

La diocesi di Cancún-Chetumal (in latino Dioecesis Cancunensis-Chetumaliensis) è una sede della Chiesa cattolica in Messico suffraganea dell'arcidiocesi di Yucatán. Nel 2021 contava 1.016.131 battezzati su 1.588.700 abitanti. È retta dal vescovo Pedro Pablo Elizondo Cárdenas, L.C.

## Territorio
La diocesi comprende per intero lo stato messicano di Quintana Roo.
Sede vescovile è la città di Cancún, dove si trova la cattedrale della Santissima Trinità. A Chetumal sorge la concattedrale del Sacro Cuore di Gesù.
Il territorio si estende su 52.212 km² ed è suddiviso in 76 parrocchie, raggruppate in 8 decanati.

## Storia
La prelatura territoriale di Chetumal fu eretta il 23 maggio 1970 con la bolla Qui ad Beati Pauli di papa Paolo VI, ricavandone il territorio dall'arcidiocesi di Yucatán e dalla diocesi di Campeche.
Il 20 dicembre 1996 in forza del decreto Nupera urbs della Congregazione per i vescovi la sede prelatizia fu trasferita da Chetumal a Cancún e la prelatura assunse il nome di prelatura territoriale di Cancún-Chetumal.
Il 15 febbraio 2020 la prelatura territoriale è stata elevata da papa Francesco al rango di diocesi in virtù della bolla Cum mirabiliter.

## Cronotassi dei vescovi
Si omettono i periodi di sede vacante non superiori ai 2 anni o non storicamente accertati.
- Sede vacante (1970-1973)

- Jorge Bernal Vargas, L.C. † (7 dicembre 1973 - 26 ottobre 2004 ritirato)
- Pedro Pablo Elizondo Cárdenas, L.C., dal 26 ottobre 2004

## Statistiche
La diocesi nel 2021 su una popolazione di 1.588.700 persone contava 1.016.131 battezzati, corrispondenti al 64,0% del totale.
| anno | popolazione | popolazione | popolazione | presbiteri | presbiteri | presbiteri | presbiteri                | diaconi | religiosi | religiosi | parrocchie |
| anno | battezzati  | totale      | %           | numero     | secolari   | regolari   | battezzati per presbitero | diaconi | uomini    | donne     | parrocchie |
| ---- | ----------- | ----------- | ----------- | ---------- | ---------- | ---------- | ------------------------- | ------- | --------- | --------- | ---------- |
| 1969 | 77.179      | 84.000      | 91,9        | 13         | 9          | 4          | 5.936                     |         |           | 16        | 5          |
| 1976 | 150.000     | 180.000     | 83,3        | 16         | 2          | 14         | 11.250                    |         | 15        | 31        | 13         |
| 1980 | 221.900     | 254.900     | 87,1        | 16         | 2          | 14         | 13.868                    |         | 15        | 51        | 14         |
| 1990 | 276.000     | 312.000     | 88,5        | 24         | 2          | 22         | 11.500                    |         | 22        | 51        | 20         |
| 1999 | 755.000     | 950.000     | 79,5        | 42         | 4          | 38         | 17.976                    | 2       | 44        | 77        | 26         |
| 2000 | 800.000     | 1.000.000   | 80,0        | 44         | 4          | 40         | 18.181                    | 2       | 49        | 84        | 32         |
| 2001 | 820.000     | 1.050.000   | 78,1        | 48         | 5          | 43         | 17.083                    | 2       | 71        | 89        | 35         |
| 2002 | 890.000     | 1.100.000   | 80,9        | 46         | 4          | 42         | 19.347                    | 2       | 48        | 92        | 34         |
| 2003 | 900.000     | 1.150.000   | 78,3        | 52         | 4          | 48         | 17.307                    | 3       | 52        | 92        | 34         |
| 2004 | 950.000     | 1.200.000   | 79,2        | 53         | 6          | 47         | 17.924                    | 3       | 56        | 92        | 35         |
| 2013 | 1.028.000   | 1.545.000   | 66,5        | 107        | 19         | 88         | 9.607                     | 19      | 94        | 129       | 55         |
| 2016 | 898.478     | 1.501.562   | 59,8        | 126        | 46         | 80         | 7.130                     | 18      | 86        | 124       | 59         |
| 2019 | 976.340     | 1.549.750   | 63,0        | 137        | 50         | 87         | 7.126                     | 19      | 89        | 154       | 66         |
| 2020 | 986.000     | 1.565.200   | 63,0        | 123        | 43         | 80         | 8.016                     | 17      | 83        | 141       | 70         |
| 2021 | 1.016.131   | 1.588.700   | 64,0        | 134        | 56         | 78         | 7.583                     | 38      | 84        | 133       | 76         |